# Нэфис
Нэфи́с (от тат. нәфис — прелестный, изысканный) — российский холдинг, объединяющий расположенных в Казани производителей бытовой химии и масложировой продукции.

## История

### Дореволюционный период

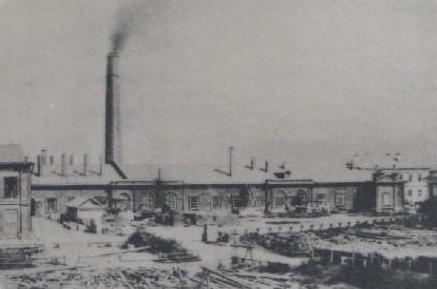
Казанский стеариново-свечной завод Крестовниковых в первый год его существования.

В 1855 году (часто встречается неверное утверждение о том, что это произошло в 1853 году) московские фабриканты братья Крестовниковы организовали строительство стеариново-свечного завода в слободе Плетени на Екатеринской улице (ныне улица Габдуллы Тукая). Открытие завода Крестовниковых состоялось 28 декабря 1855 года при большом стечении народа с проведением молебна и освящением. Автором проекта завода был профессор, заведующий кафедрой технологии Казанского университета, М. Я. Киттары. Затраты на строительство завода составили 30 тыс. рублей, а через год его оборот достиг 400 тыс. рублей.
Первую партию свечей, выпущенную в январе 1856 года, Николай Крестовников передал казанскому губернатору. В 1856 году завод начинает выпускать твёрдое кусковое мыло, для производства которого был сооружён дополнительный корпус. Другой продукцией предприятия был стеарин, отправляемый в плитках на экспорт, а также олеиновая кислота, заменявшая минеральные и растительные масла в технологических целях.
В 1861 году продукция завода завоёвывает первые премии: большую золотую медаль от Вольного экономического общества и серебряную медаль от Министерства финансов России. После участия в Петербургской мануфактурной выставке того же года Фабрично-торговое общество братьев Крестовниковых получает звание «Поставщика Двора Его Императорского Величества», а также право изображать на изделиях Герб Российской империи — двуглавого орла. Впоследствии, продукция завода получила и другие награды: почётный отзыв на Лондонской Всемирной выставке 1862 года, серебряную медаль на Парижской Всемирной выставке 1867 года, золотую медаль на Филадельфийской Всемирной выставке 1876 года, большую золотую медаль на Парижской Всемирной выставке 1878 года, медали на Московской мануфактурной выставке 1865 и 1882 годов, медаль на Петербургской мануфактурной выставке 1870 года, большие золотые медали на Румынской выставке 1878 и 1889 годов.

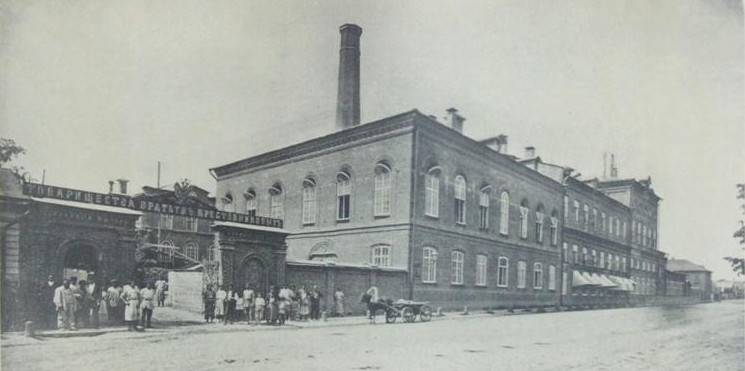
Главный корпус завода в конце XIX века.

В то время завод занимал площадь 24 га, на которой было расположено более 100 построек и 5 фабричных корпусов. Окончательно производственный комплекс предприятия, расположенный в Закабанье (на месте бывшего села Плетени), сформировался в 1871—1873 годах, когда по проекту архитектора Н. И. Ужумедского-Грицевича на его территории были возведены двухэтажная лаборатория, мастерские, пекарни и другие здания.
Технической частью завода заведовали известные русские химики-органики из династии Зайцевых: консультант завода, член-корреспондент Петербургской академии наук — Александр Михайлович Зайцев; руководитель созданной в 1868 году на заводе лаборатории, приват-доцент Казанского университета — Константин Михайлович Зайцев; «магистр химии» Казанского университета, доктор философии Лейпцигского университета — Михаил Михайлович Зайцев. Владельцы завода — братья Николай и Иосиф Константиновичи Крестовниковы — также являлись признанными специалистами в области химических технологий, а будущий глава фабрично-торгового товарищества Григорий Александрович Крестовников работал на Казанском заводе в 1878—1879 годах, был выпускником естественного отделения физико-математического факультета Московского университета, опубликовал совместно с профессором В. В. Марковниковым в Журнале Русского физико-химического общества и в Берлинском химическом обществе ряд исследовательских работ по органической химии.

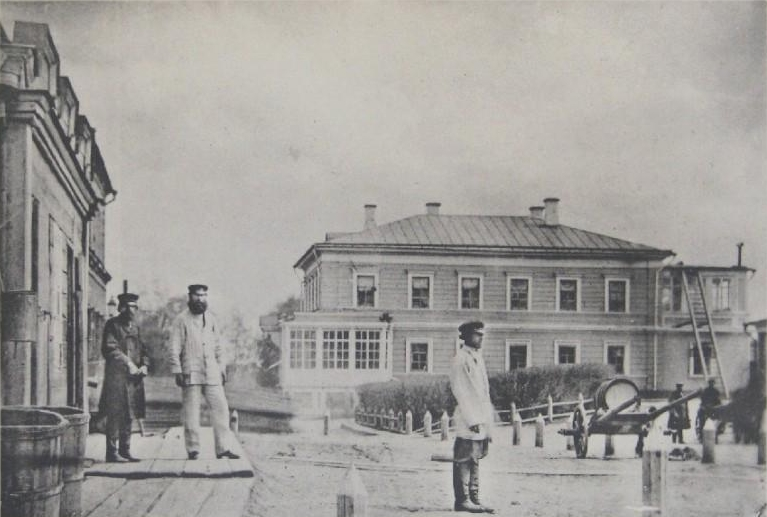
Хозяйский дом на заводе, где жили братья Крестовниковы, а также размещалась контора.

Технологические усовершенствования способствовали быстрому развитию завода, постоянному росту производства. К 1892 году объём реализации его продукции составил 5 млн рублей. Количество рабочих на заводе достигло 2000 человек. При заводе были организованы больница, отведённое место для детей, школа.
Спрос на товары выпускаемые заводом возрастал из года в год, что позволяло Товариществу постоянно расширять коммерческую сеть, иметь собственные склады и торговые заведения во многих городах Российской империи: самой Казани, Москве, Иваново-Вознесенске, Екатеринбурге, Перми, Тюмени, Царицыне, Самаре, Саратове, Симбирске, Ростове—на-Дону, Одессе, Варшаве, Лодзи, Ташкенте, Самарканде и других. За границей товарищество действовало в Париже, Лондоне и Берлине.
В конце XIX — начале XX веков Казанский завод братьев Крестовниковых Архивная копия от 22 сентября 2020 на Wayback Machine был одним из крупнейших предприятий в России в отрасли переработки жиров: к 1900 году здесь трудилось 2200 рабочих, которые обслуживали 9 автоклавов, 10 дистилляционных машин, 28 паровых котлов в 1400 л. с., 26 гидравлических прессов, 2 вакуумных аппарата, 10 мыльных котлов, 200 отливных машинок. Кроме того, при заводе работали камера для приготовления серной кислоты, лесопильная, бондарная, механическая и котельная мастерские, газовый завод. Здесь вырабатывалось 560 000 пудов стеариновых и маргариновых свечей; 200 000 пудов различного мыла — «казанского духового», мраморного, ядрового и глицеринового; 30 000 пудов триолеина; 96 000 пудов олеиновой кислоты; 120 000 пудов серной кислоты; 30 000 пудов дистиллированного, химически чистого глицерина; 20 000 пудов белого рафинированного глицерина и 36 000 пудов жёлтого неочищенного глицерина. Кроме этого, на заводе производилось искусственное веретённое масло, липогенин, эландиновая кислота и другая продукция.
В 1909 году под руководством профессора Харьковского технологического института С. А. Фокина, ученика А. М. Зайцева, работавшего ранее на заводе Крестовниковых, в Казани была построена первая в России установка для гидрогенизации масел. Она имела высоту в 2,8 м, диаметр 0,8 м, и вместимость 800 л. На это ноу-хау С. А. Фокин получил патент Российской империи № 60276. А в 1911 году под гидрогенизацию жиров был построен целый завод на 20 электролизеров. На заводе появилась собственная электростанция.
В 1910 году Казанский стеариново-химический и мыловаренный завод Фабрично-торгового товарищества братьев Крестовниковых имел в закабанье 67 производственных и служебных помещений, 64 склада. Здесь трудилось 118 приказчиков и 1694 рабочих, которые изготовили в течение года 518 603 пуда стеариновых свечей, 329 896 пудов мыла, 243 031 пуд олеина и олеиновой кислоты, 99 838 пудов глицерина, 10049 пудов гудрона при обороте в 7 755 000 рублей.

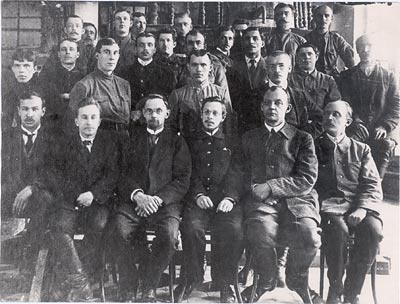
А. Е. Арбузов среди специалистов завода Крестовниковых.

К 1914 году на долю фабрики приходилось лишь двенадцатая часть всего российского производства мыла (по свечам — половина). Из-за дефицита сырья во время Первой мировой войны предприятие было вынуждено переориентировать основные мощности на производство мыла, которое к 1916 году достигло 770 тысяч пудов, увеличившись в 1,5 раза по сравнению с довоенными годами и впервые превысив производство свечей и других видов продукции.
Кроме того, во время Первой мировой войны, в 1914—1916 годах, под руководством ординарного профессора Казанского университета по кафедре органической химии А. Е. Арбузова на базе завода братьев Крестовниковых был организован Опытный феноло-салициловый завод для производства медикаментов, которые до войны импортировались из Германии (салициловая кислота, аспирин и салол). Для завода был разработан совершенно новый способ получения лекарств — в отличие от других подобных производств, они вырабатывались из нефтяного бензола. На постройку завода Химическая секция Казанского отделения Российского военно-промышленный комитета ассигновала 15 тыс. рублей. Завод производил аспирин, не уступавший по качеству оригинальному патентованному аспирину Bayer, до 1918 года (около 16 кг ацетилсалициловой кислоты за день).

### Советский период
На основании декрета ВЦИКа и СНК РСФСР от 28 июня 1918 года о национализации крупной промышленности завод Крестовниковых должен был перейти от прежних владельцев в собственность республики, но этому летом 1918 года помешал штурм Казани Народной армией КОМУЧа. Созданные для обороны города отряды мобилизованных Казанским губкомом РКП(б) рабочих завода возглавили братья Егор и Константин Петряевы. Только после Казанской операции завод был полностью национализирован и передан в подчинение Центрожиру (Главному комитету жировой промышленности ВСНХ РСФСР). С января 1919 года он стал называться «Государственный мыловаренный и свечной завод № 1 бывший братьев Крестовниковых».
После Гражданской войны завод находился в крайне тяжёлом положении. В 1921 году рабочим удалось выпустить 830 тонн мыла — 5,4 % от довоенного уровня. Из-за засухи и голода в Поволжье возникла проблема обеспечения производства сырьём. Центрожир предпринял попытку закрыть завод, но, встретив сопротивление, передал его в ведение новоорганизованной Татреспублики — Татсовнархозу.
В 1922 году заводу присвоили имя революционера Мулланура Вахитова, он получил название «Государственный мыловаренный, свечной и химический завод № 1 имени Мулла-Нур Вахитова».
Во время директорства Н. Г. Кетуры в 1925—1926 гг. после проведения капитального ремонта и вследствие возобновления поставок сырья завод полностью восстановил мощности. В 1926 году на нём был расширен ассортимент туалетного мыла, а также начато производство стиральных порошков (в упаковках по 400 г под маркой «Блеск»).
В первые пятилетки, в 1930-е годы, на заводе происходило переоборудование свечного производства, направленное на увеличение выработки и повышения качества стеарина, олеина, глицерина, в связи с их большой потребностью для народного хозяйства СССР. Проведённая реконструкция превратила каждое из производств в самостоятельные заводы. В 1934 году предприятие было переименовано в «Казанский государственный жировой комбинат им. М.-Н. Вахитова».
В комбинате были выделены следующие основные производства: мыло — 46 500 тонн; стеарин — 3600 тонн; олеиновая кислота — 2800 тонн; свечи — 6800 тонн; глицерин — 2100 тонн; саломас — 16 000 тонн. Производство стиральных порошков в то время было незначительным.
В целом за 1928—1938 годы выпуск продукции предприятием увеличился более чем в три раза.
Во время Великой Отечественной войны значительное число рабочих комбината было призвано в РККА, общая численность его работников сократилась с 1500 до 600 человек. На заводе увеличили производство оборонной продукции — глицерина, а также освоили производство порошков для взрывчатых смесей.
В период 1955—1965 годов на Казанском жировом комбинате осуществлена масштабная реконструкция — многократно увеличены производственные мощности, построены новые склады. В 1965 году на нём завершается строительство комплекса по производству синтетических моющих средств проектной мощностью 30 тысяч тонн, и предприятие сменило название на «Казанский химический комбинат имени М. Вахитова» (КХК им. Вахитова).
В 1957 году комбинат начал выпуск стирального порошка «Новость» (сырьём для производства служил кашалотовый жир), а в 1963 году — стирального порошка «Волга» (первое синтетическое моющее средство, из нефтехимического сырья). Уже через семь лет его выпуск достиг 43,8 тыс. тонн в год.
После сокращения объёмов китобойного промысла в СССР комбинат стал выпускать стиральные порошки «Ассоль» (позднее назван «Славянка») и «Лотос».
За достижение высоких показателей как по объёму выпускаемой продукции, так и по качеству товаров, КХК им. Вахитова в 1976 году награждён орденом Трудового Красного Знамени. Основным видам продукции предприятия был присвоен «Государственный знак качества СССР».
В 1970-х — 1980-х годах предприятие увеличило производственные мощности. Технические кислоты поставлялись предприятиям военно-промышленного комплекса СССР. Хозяйственное мыло стало отгружаться на экспорт — на Кубу, в Афганистан и Вьетнам.
В 1982 году на Казанском ордена Трудового Красного Знамени химическом комбинате им. М. Вахитова была запущена в эксплуатацию итальянская линия фирмы «Маццони». Туалетное мыло производимое комбинатом стало отгружаться на экспорт с 1989 года.

### Современная история
В соответствии с Законом Республики Татарстан «О преобразовании государственной и коммунальной собственности в Республике Татарстан (о разгосударствлении и приватизации)» 1992 года, предприятие было приватизировано: 4 декабря 1992 года Госкомимущество Татарстана выдала химкомбинату им. Вахитова свидетельство № 1 о первой в республике приватизации государственного предприятия. С 25 января 1993 года предприятие стало называться АО «Нэфис» — КХК им. Вахитова.
К концу 1990-х годов предприятие оказалось в тяжёлом экономическом положении. В 1998 году АО «Нэфис» было признано неспособным исполнять свои текущие обязательства. Годовое производство продукции упало тогда до 58 млн рублей. 28 апреля 1998 года в соответствии с постановлением Высшего Арбитражного Суда России на АО «Нэфис» было введено внешнее управление.
В 1998—1999 годах был проведён капитальный ремонт предприятия, реконструирована печь синтетических моющих средств, паропровод, приобретены и введены в действие линии для упаковки порошка и производства свечей. В 1999—2001 годах была реализована республиканская программа полномасштабной модернизации и реконструкции всех производств предприятия, ему был предоставлен инвестиционный налоговый кредит. За это время на заводе была построена сульфирующая установка «Сульфурекс». В конце 1999 года по контракту с фирмами «Mazzoni LB» и «Acma GD» была осуществлена полная модернизация производства туалетного мыла, позволившая увеличить мощности по его производству в 4 раза.
В 2001 году собрание акционеров АО «Нэфис» решило назвать предприятие «„Нэфис Косметикс“ имени Н. Лемаева», в честь Н. В. Лемаева, известного химика-технолога, подготовившего незадолго до смерти концепцию стратегического развития казанского химкомбината. Однако название компании было изменено на «„Нэфис Косметикс“ — Казанский химический комбинат имени М. Вахитова (мыловаренный и свечной завод № 1 бывш. Крестовниковых)». В декабре 2001 года ОАО «Нэфис Косметикс» осуществило запуск нового завода по выпуску жидких моющих средств, что позволило компании стать одним из крупнейших российских производителей товаров бытовой химии.
В 2003 году в группу компаний «Нэфис» вошёл Казанский жировой комбинат. Строительство КЖК началось в 1989 году по контракту с компанией «Alfa Laval», а запуск в эксплуатацию состоялся в 1996 году; после этого, завод находился в собственности Министерства земельных и имущественных отношений Татарстана и был убыточным (в 2002 году убытки КЖК составили 44 млн рублей). «Нэфис Косметикс», выкупившая 75 % акций ОАО «Казанский жировой комбинат», совместно с банком «Ак барс» разработали инвестиционную программу развития, которая позволила вывести жиркомбинат из тяжёлого положения. В организацию производства майонезов и модернизацию производства растительных масел в 2003—2004 годах инвестировано около 300 млн рублей. Благодаря этому, по сравнению с 2002 годом в 2004 году объём производства КЖК вырос в два с половиной раза, а чистая прибыль — в 29 раз.
Согласно подведённым Ассоциацией производителей масложировой и мыловаренной продукции РФ итогам работы отрасли в 2004 году, ОАО «Нэфис косметикс» было российским лидером по производству туалетного мыла (имела долю в 21,5 % российского рынка подобных товаров) и по производству жирных кислот (60 % рынка), занимала второе место на рынке средств для мытья посуды (35 %) и третье место по производству стиральных порошков (8,9 %), уступая по этим позициям только транснациональным компаниям. Оборот компании в 2004 году составил порядка 3,2 млрд рублей.
В 2004 году ОАО «Нэфис Косметикс» получило сертификат ISO 9000. В 2005—2007 годах в производство «Нэфис Косметикс» были привлечены инвестиции общим объёмом в размере около 100 млн евро. Была запущена третья очередь завода жидких моющих средств, а также построен новый завод синтетических моющих средств.
Кроме того, в 2006 году группой компаний «Нэфис», при поддержке правительств Татарстана и России, начато строительство нового маслоэкстракционного завода (ОАО «Казанский МЭЗ») стоимостью 46,7 миллионов евро. Основным сырьём для этого производства стал рапс, выращиваемый в Татарстане.
В 2007 году ГК «Нэфис» выкупил у Московского завода синтетических моющих средств (МЗСМС) бренд «Биолан» (товарные знаки «Биолан», Biolan и «Биолот»), который, по оценке экспертов, входил в десятку самых известных российских марок моющих средств в низком ценовом сегменте.
В октябре 2011 года, в ходе осуществления инвестиционного проекта «Строительство производственного комплекса по глубокой переработке маслосемян», ГК «Нэфис» запустила в Усадах (в Лаишевском районе) новое производство по выпуску майонезов, кетчупов и соусов, стоимость создания которого оценена в 6,7 млрд руб. Планируемая мощность открывшегося завода — 186 тыс. тонн в год (для сравнения, Казанский жировой комбинат выпускает около 50 тыс. тонн продукции в год). После выхода нового производства на полную мощность в 2016 году ГК «Нэфис» должен стать одним из крупнейших производителей майонеза в Европе.
Помимо этого, инвестиционный проект предусматривает создание в ближайшие годы: комплекса элеваторов для приёмки, подработки и хранения маслосемян мощностью единовременного хранения до 135 тыс. тонн маслосемян рапса; второй очереди маслоэкстракционного завода по переработке сельскохозяйственной продукции — маслосемян рапса в сырое растительное масло и шрот мощностью 400 тыс. тонн маслосемян в год; ёмкостного парка для хранения масла объёмом 30 тыс. тонн; завода рафинации масел мощностью 120 тыс. тонн в год. Для реализации инвестиционного проекта «Строительство производственного комплекса по глубокой переработке маслосемян», стоимость которого оценивается в 16 млрд рублей, специально создана компания ОАО «Нэфис-Биопродукт».
В 2011 году ОАО «Нэфис Косметикс» получило премию Правительства Татарстана за достижение значительных результатов в области качества продукции и услуг, обеспечения их безопасности, а также за внедрение высокоэффективных методов управления качеством.
В 2015 году «Нэфис-косметикс» занесён в Книгу почёта Казани.
В 2017 году ОАО «Казанский МЭЗ» приобрел в собственность ООО «Бузулукский элеватор» (Оренбургская область).

## Структура и владельцы
В группу компаний «Нэфис» входят: ОАО «Нэфис Косметикс», ОАО «Казанский жировой комбинат», ОАО «Казанский МЭЗ» (Казанский маслоэкстракционный завод) и ОАО «Нэфис-Биопродукт». Производства основного общества «Нэфис Косметикс» (Казанского химического комбината им. М. Вахитова) находятся в Приволжском районе Казани. Дочерние предприятия: Казанский жировой комбинат, Казанский маслоэкстрационный завод и производства ОАО «Нэфис-Биопродукт», расположены в пригороде — в селе Усады Лаишевского района Татарстана, находящемся между городом и аэропортом «Казань» (координаты: 55°41′57″ с. ш. 49°10′28″ в. д.). Главный офис холдинга находится у площади Вахитова.
По состоянию на первый квартал 2012 года, основными владельцами акций ОАО «Нэфис Косметикс» являлись: Н. С. Клячина (26,35 %), председатель совета директоров компании И. Б. Богуславский (21,7 %), З. Г. Сыровацкая (18,83 %), гендиректор компании Д. В. Хайбуллин (7 %), М. Ф. Сыровацкий (5,3 %), Д. А. Самаренкин (2,04 %), Ш. Р. Габдуллин (0,44 %) и ОАО «Казанский жировой комбинат» (0,11 %).
По состоянию на первый квартал 2012 года, основными владельцами акций ОАО «Казанский жировой комбинат» являлись: Н. С. Клячина (44,5 %), И. Б. Богуславский (24,56 %), председатель совета директоров компании Д. А. Самаренкин (20,51 %) и М. Ф. Сыровацкий (3,64 %). Гендиректором компании является А. М. Тюрников.
По состоянию на первый квартал 2012 года, владельцами акций ОАО «Казанский МЭЗ» являлись:
ОАО «Нэфис Косметикс» (71,86 %) и Государственная некоммерческая организация «Инвестиционно-венчурный фонд Республики Татарстан» (28,14 %). Гендиректором компании является М. Ф. Сыровацкий.
По состоянию на первый квартал 2012 года, владельцами акций ОАО «Нэфис-Биопродукт» являлись: ОАО «Казанский жировой комбинат» (36 %) и ОАО «Казанский МЭЗ» (64 %). Гендиректором компании является Н. И. Дорохова.

## Продукция

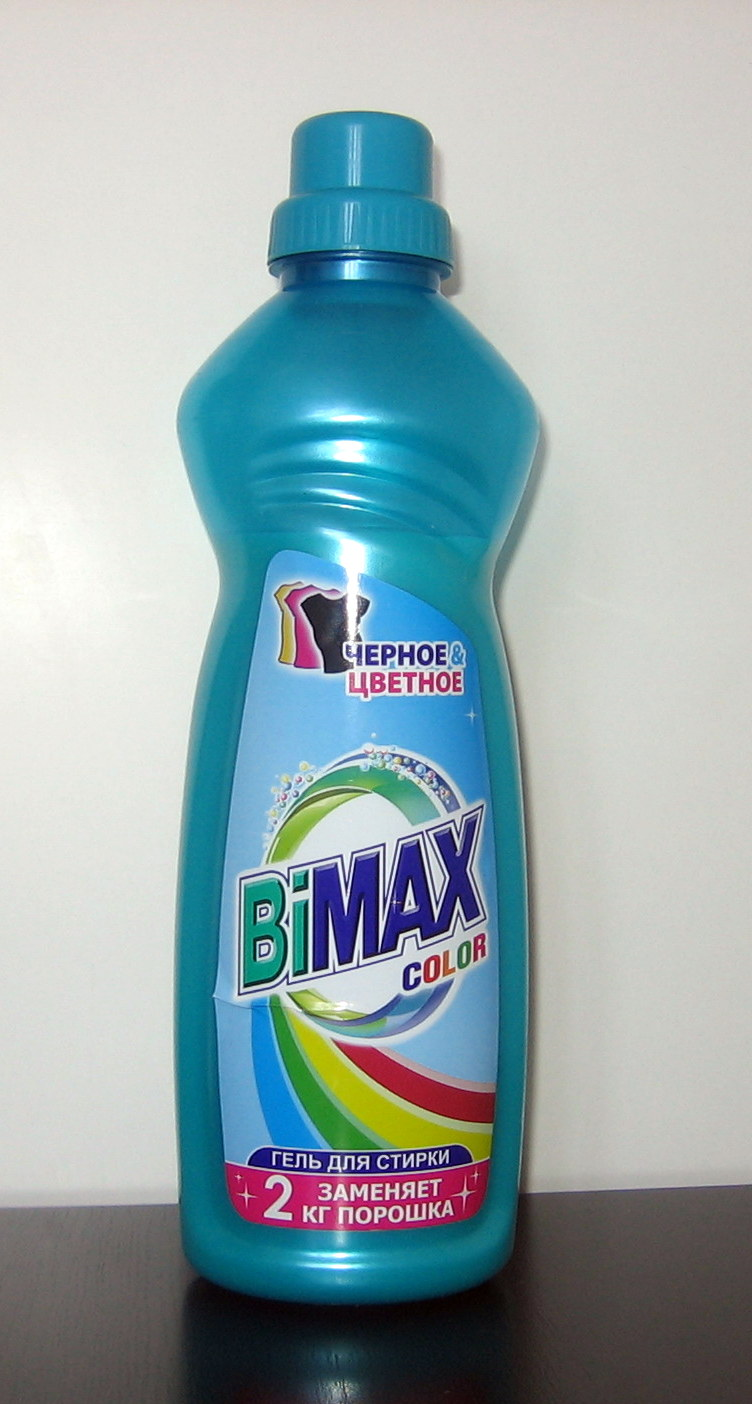
Гель для стирки BiMAX.

ГК «Нэфис» — один из крупнейших в России производителей бытовой химии и масложировой продукции.
ОАО «Нэфис Косметикс» является производителем химической продукции: бытовой химии (мыла, синтетических моющих средств, сухих чистящих средств, жидких моющих средств), свечей, жирных технических кислот, глицерина, пластификаторов, флотогудрона и других. Всего предприятием выпускается более 300 наименований продукции. На 2012 год «Нэфис Косметикс» является одним из крупнейших поставщиков средств для мытья посуды, стиральных порошков и порошкообразных чистящих средств на российский рынок, наряду с транснациональными компаниями Henkel и Procter & Gamble.
Важнейшие бренды и торговые марки продукции ОАО «Нэфис Косметикс»:
- стиральные порошки «AOS», «BiMAX», «Я родился», «Sorti», «Биолан» (занимает 9,5 % рынка[33]);
- средства для мытья посуды «AOS», «Я родился», «Sorti», «Биолан» (занимает 26,7 % рынка[34]);
- гели для стирки «BiMAX», «Я родился» (занимает 3,4 % рынка[35]);
- чистящие порошки «Биолан», «Sorti» (занимает 16,0 % рынка[36]);
- кондиционеры «Я родился», «Пёрышко», кондиционеры-концентраты «Love» (занимает 2,1 % рынка[37]);
- туалетное мыло «Целебные травы», «Лесная полянка», «Осенний вальс», «Фруктовая аллея», «Детское», «Заводъ братьев Крестовниковыхъ» и прочее (занимает 8,2 % рынка[38]);
- шампуни «Мои кудряшки», «Целебные травы», «Лесная полянка».

ОАО «Казанский жировой комбинат» и ОАО «Нэфис-Биопродукт» представляют собой производственные комплексы по выпуску масложировой продукции: майонезов, бутилированного растительного масла, соусов и кетчупов. Продукция предприятий реализуется в странах СНГ под брендами «Mr.Ricco», «Провансаль», «Цыпа Гурман», «Ласка», «Чудесная семечка», «Волшебная семечка», «Томаччо» и другими.
ОАО «Казанский МЭЗ» является одним из крупнейших в России переработчиков масличных культур (рапса и подсолнечника). Основной вид продукции маслоэстракционного завода — подсолнечное и рапсовое масло, используемое в производстве как масложировой, так и химической продукции. Более 60 % растительных масел, производимых Казанским МЭЗом, направляется на дальнейшую переработку внутри предприятий холдинга. Доля ОАО «Казанский МЭЗ» на рынке подсолнечного масла РФ составляет 3,39 %, на рынке рапсового масла — 5,39 % (по итогам 2011 года). Побочный продукт — шрот, биологически активный компонент для производства комбикормов.
| Выпуск основных видов продукции ГК «Нэфис», тыс. тонн | 2010  | 2011 |
| ----------------------------------------------------- | ----- | ---- |
| Синтетические моющие средства                         | 69,7  | 70,2 |
| Технические жиры                                      | 22,5  | 21,4 |
| Мыло                                                  | 12,5  | 9,5  |
| Свечи                                                 | 0,16  | 0,11 |
| Майонез                                               | 45,3  |      |
| Кетчуп                                                | 7,2   |      |
| Подсолнечное масло                                    | 114,7 | 79,2 |
| Рапсовое масло                                        | 8,9   | 15,8 |

## Экология
В ноябре 2013 года компания «Нэфис Косметикс» официально объявила о полном устранении неприятного запаха, который на протяжении более полутора веков доставлял дискомфорт жителям и гостям центральной части Казани.
По заявлению компании, источником запаха служили летучие органические соединения, выделявшиеся в процессе производства при подогреве и расщеплении жирового сырья натурального происхождения. Они не наносили какого-либо вреда здоровью человека, а уровень их концентрации в воздухе не нарушал действующего природоохранного законодательства. Тем не менее, в 2012 году компания добровольно взяла на себя обязательство перед горожанами решить проблему в течение трёх лет. Для этого в рамках соглашения, подписанного «Нэфис Косметикс» с Министерством экологии и природных ресурсов РТ, предприятие осуществило целый комплекс природоохранных мероприятий.
Во-первых, были полностью закрыты производство олеиновой кислоты марки «В» и хозяйственного мыла, что позволило исключить из технологической цепочки сильно пахнущие вещества — соапсток и гидрофуз. Во-вторых, запущена коренная реконструкция производства мыла с переходом на новую экологически чистую и безотходную технологию. В-третьих, модернизирована и расширена система газоочистного оборудования, включающая в себя 58 озонаторов, скрубберов, рукавных и электростатических фильтров.
Устранение проблемы обошлось предприятию в 1,2 млрд рублей ежегодных потерь выручки от закрытия производств. Ещё порядка 350 млн рублей было затрачено непосредственное на природоохранные мероприятия.
Усилия компании высоко оценил мэр Казани Ильсур Метшин:
«Я очень рад, что к Универсиаде
вы сделали такой подарок жителям Казани. То, что вы нашли в себе силы и
средства, от чего-то отказались — это, прежде всего, говорит о
социально-ответственном бизнесе. Компания занимает всего лишь 23-е место среди
предприятий Казани по фактическому объёму выбросов в атмосферу, но при этом
выходит на 1-е место по участию в защите экологии. Важно, что кроме рабочих
мест на 4,3 тыс. человек, выпуска конкурентоспособной продукции, социальной
направленности вы проявляете внимание к городским проблемам. Это достойно
уважения», — прокомментировал событие
мэр.

## Факты
- На заводе Крестовниковых в 1904 году проходил практику учащийся низшего механико-технического училища Казанского соединённого промышленного училища Сергей Миронович Костриков (Киров)[45]. По другим сведениям, он выдал себя за практиканта, чтобы побывать на заводе на экскурсии[46].
- Здание Фабрично-торгового товарищества братьев Крестовниковых середины XIX — начала XX веков (по адресу: улица Тукаевская (Улица Габдуллы Тукая), дом 113а) в 2002 году было включено в государственный охранный реестр недвижимых памятников градостроительства и архитектуры как памятник республиканского (регионального) значения[47].
- В 2003—2006 годах ОАО «Нэфис Косметикс», выпускавшая товары под брендами «BiMax» и «Миленькая фея», вела судебную тяжбу с концерном «Калина», выпускавшим товары под марками «TriMax» и «Маленькая фея». Один из крупнейших патентных споров в России, охарактеризованный как «брендовая война»[48][49][50], завершился соглашением о прекращении использования торговых знаков «TriMax» и «Миленькая фея». За время судебного разбирательства компании подали в общей сложности 46 исков, а размер денежных претензий достиг 1,214 млрд рублей[51][52].
- В 2005 году Казанский жировой комбинат выпустил первый в России майонез с использованием перепелиных яиц[15]. Впоследствии ГК «Нэфис» инициировала судебные процессы против татарстанских производителей майонезов: набережночелнинского завода ООО «Счастливые времена» («Ермак с перепелиными яйцами») и елабужского завода «Эссен продакшн АГ» («Махеевъ с перепелиным яйцом»), выпустивших схожую продукцию без согласия патентодержателя[53]. В 2009 году коллегия Палаты по патентным спорам при Роспатенте вынесла решение, подтвердившее исключительное право Казанского жирового комбината на рецептуру майонеза с использованием перепелиных яиц[54]. В августе 2010 года данный патент КЖК был окончательно аннулирован федеральным арбитражным судом Московского округа[55].
- В 2007 году ГК «Нэфис», по поручению Президента Татарстана, стала спонсором казанского клуба по хоккею с мячом «Ракета»[56]. Клуб был переименован в «Динамо-Казань», и в последующие годы (2008—2012) впервые в своей истории завоевал бронзовые, серебряные и золотые медали чемпионата России по хоккею с мячом, а также Кубок России 2009/2010 года и Кубок мира 2010 года. ГК «Нэфис» также сотрудничала с футбольными клубами «Краснодар» (являлась одним из спонсоров в 2014—2018 годах) и «КАМАЗ»[57][58][59].